# Rastlinska celica
Rastlinska celica je tip evkariontske celice, kakršen gradi rastlinska tkiva. Od živalskih celic in celic drugih organizmov se razlikuje po več posebnostih, med katerimi je najočitnejša celična stena, ki jo sestavljajo celuloza, hemiceluloza in pektin, v mnogih primerih pa tudi lignin. Zaradi trdnosti celične stene so rastlinske celice za razliko od živalskih negibne; z izjemo moških spolnih celic mahov nimajo struktur za premikanje, kot so bički ali centrioli. Med seboj jih povezuje omrežje odprtin v celičnih stenah, t. i. plazmodezem, skozi katere so neposredno v stiku citoplazme in v mnogih primerih tudi endoplazemski retikulumi sosednjih celic.
V notranjosti celic so posebnost rastlin kloroplasti, celični organeli, ki vsebujejo kompleks encimov in pomožnih snovi za poganjanje procesa fotosinteze, s katerim rastline pridobivajo energijo za rast. Poleg njih lahko vsebujejo rastlinske celice še nekatere druge specializirane tipe plastidov, kot so amiloplasti za shranjevanje škroba, kromoplasti za sintezo in shranjevanje pigmentov ter drugi. Pretežen del notranjosti zavzema velika osrednja vakuola, ki s hidrostatičnim tlakom (turgorjem) vzdržuje obliko celice, regulira izmenjavo snovi z okolico in predstavlja mesto razgradnje odpadnih snovi.